# (35406) 1997 YH8
1997 YH8 (asteroide 35406) é um asteroide da cintura principal. Possui uma excentricidade de 0.24409860 e uma inclinação de 8.42913º.
Este asteroide foi descoberto no dia 28 de dezembro de 1997 por NEAT em Haleakala.